# Till Jahnke
Till Nikolaij Jahnke (* 17. Februar 1977 in Frankfurt am Main) ist ein deutscher Physiker.

## Leben
Jahnke besuchte bis 1996 die Musterschule, ein Gymnasium in Frankfurt am Main. Im Anschluss studierte er Physik und Informatik in Frankfurt. 2002 schloss er seine Diplomarbeit zum Thema Entwicklung und Aufbau eines Gastargets aus metastabilem, spinpolarisierten He* ab, in der er sich mit Hochdruck-Glimmentladungen befasste. 2005 promovierte er zum Thema Interatomic Coulombic Decay – Experimentelle Untersuchung eines neuartigen, interatomaren Abregungsmechanismus. Nach seiner Habilitation im Jahre 2013 wurde er 2017 Professor für experimentelle Atomphysik an der Johann Wolfgang Goethe-Universität Frankfurt am Main.

## Wissenschaftliche Schwerpunkte
Das wissenschaftliche Schaffensgebiet von Jahnke ist die experimentelle Atom- und Molekülphysik. Jahnke ist Schüler von Horst Schmidt-Böcking und Reinhard Dörner. Er wendet in seinen Untersuchungen die Cold Target Recoil Ion Momentum Spectroscopy (COLTRIMS) Messmethode an, eine Technik, die oftmals auch als Reaktionsmikroskop oder Vector Correlations bezeichnet wird. Mit Hilfe dieser Messmethode untersucht Jahnke die dynamischen Zusammenhänge von Elektronen und Kernen innerhalb von Atomen und kleinen Molekülen. Seine wissenschaftlichen Schwerpunkte liegen hierbei auf Untersuchungen mit Synchrotronstrahlung, Femtosekundenlasern und Freie-Elektronen-Lasern. Im Rahmen seiner Promotion gelang ihm der eindeutige experimentelle Nachweis eines interatomaren Zerfallsprozesses namens Interatomic Coulombic Decay, den er in den Folgejahren weiter erforschte. Dieser elektronische Abregungsprozess war 10 Jahre zuvor von Lorenz Cederbaum an der Universität Heidelberg theoretisch vorhergesagt worden.

## Auszeichnungen
- 2009 Röntgen-Preis der Justus-Liebig-Universität Gießen für bahnbrechende Forschungen zum Interatomic Coulombic Decay
- 2013	IUPAP Young Scientist Prize in Atomic, Molecular, and Optical Physics[3][4]
- 2014 Gustav-Hertz-Preis 2014 der Deutschen Physikalischen Gesellschaft (DPG) Für seine bahnbrechenden experimentellen Untersuchungen zur langreichweitigen van-der-Waals-Wechselwirkung in Molekülen, insbesondere für seine Arbeiten zum interatomaren Coulomb-Zerfall.[5]
- 2016	Helmholtz-Preis Präzisionsmessung in der Grundlagenforschung
- 2017	Otto Stern-Preis des Frankfurter Fördervereins für physikalische Grundlagenforschung

Er war bzw. ist
- Mitglied des AMOPD-Board der European Physical Society (seit 2022)[6]